# سونغ جونغ غك
سونغ تشونغ غوغ، من مواليد 20 فبراير 1981 في بوسان في كوريا الجنوبية، لاعب كرة قدم كوري جنوبي.
بدأ مسيرته الكروية مع نادي بوسان أي بارك في موسم 2001/2002، ولعب معهم 34 مباراة وسجل 4 أهداف، وفي عام 2002 انتقل إلى نادي فيينورد روتردام الهولندي، ولعب معهم حتى عام 2005، وشارك معهم في 53 مباراة وسجل هدفين، وفي عام 2005 عاد إلى كوريا الجنوبية وهو يلعب حاليا مع نادي سوون بلووينغز.
و قد بدأ باللعب مع منتخب كوريا الجنوبية لكرة القدم في عام 2002.

## روابط خارجية
- سونغ جونغ غك على موقع الاتحاد الدولي (مؤرشف)  (الإنجليزية)
- سونغ جونغ غك على موقع دوري كوريا الجنوبية (الإنجليزية)
- سونغ جونغ غك على موقع قاعدة بيانات كرة القدم.إي يو (الإنجليزية)
- سونغ جونغ غك على موقع ناشيونال فوتبول تيمز (الإنجليزية)
- سونغ جونغ غك على موقع Soccerway.com (الإنجليزية)
- سونغ جونغ غك على موقع أوليمبيديا (الإنجليزية)